# Старые Русские Пошаты
Старые Русские Пошаты — деревня в Ельниковском районе Мордовии России. Входит в состав Новоямского сельского поселения.

## История
В «Списке населённых мест Пензенской губернии за 1869» Русские Пошаты казенная деревня из 54 дворов Краснослободского уезда. В

## Население
| 2002 | 2010 |
| ---- | ---- |
| 35   | ↘22  |

Национальный состав
Согласно результатам Всероссийской переписи населения 2002 года, в национальной структуре населения русские составляли 83 %.